# Albert von Puttkamer
Albert baron von Puttkamer (né le 5 août 1797 à Zemlin, arrondissement de Cammin-en-Poméranie (de) et mort en 1861) est un administrateur royal prussien et un homme politique.

## Biographie

### Origine
Albert von Puttkamer est le fils de l'administrateur d'arrondissement Lorenz Friedrich von Puttkamer (de) (1741-1814) et de sa seconde épouse Eleonore Moldenhauer (1764-1838). Son frère Eugen von Puttkamer devient plus tard le chef de la police de Berlin, président du district de Francfort et haut président de la province de Posnanie.

### Carrière
Puttkamer travaille comme administrateur des arrondissements prussiens de Czarnikau (1849-1853) et de Samter (1853-1860) dans la province de Posnanie. De 1859 à 1861, il est député de la Chambre des représentants de Prusse,.

### Famille
Il se marie le 2 septembre 1818 à Berlin avec Wilhelmine Auguste von Pape (née le 6 avril 1792 et morte le 24 avril 1834). Le couple a plusieurs enfants :
- Albert August Waldemar (1819–1899) marié le 8 avril 1867 avec Ernestine Luise Emilie Fieke genannt Schönfisch (1843-1916)
- Sidonie Émilie Johanna (1824–1912) mariée le 8 avril 1856 avec Eugen von Puttkamer (1800–1874)
- Albert August Maximilien (de) (1831-1906) marié le 2 décembre 1865 avec Anna Lucie Karoline Alberta Weise (1847–1923).